# Blackpool Dance Festival
Pour les articles homonymes, voir Blackpool (homonymie).

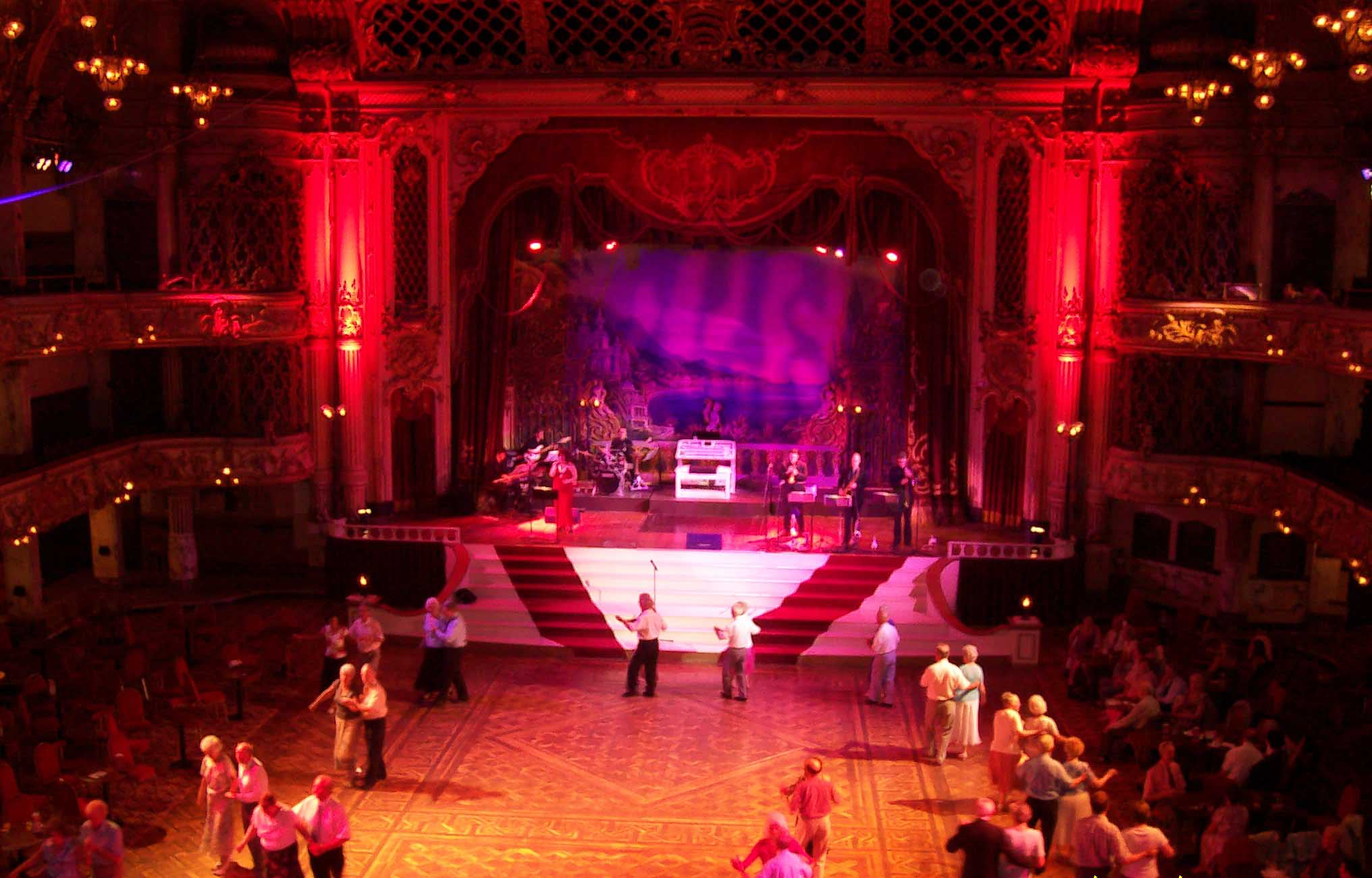

Le Blackpool Dance Festival, d'une durée de 8 jours, est le premier et le plus célèbre concours annuel de danse de salon d'importance internationale au monde, organisé dans la salle de bal Empress (en) des jardins d'hiver de Blackpool, en Angleterre, depuis 1920. C'est aussi la plus grande compétition de bal : en 2013, 2953 couples de 60 pays ont participé au festival,.

## Historique
Depuis le début du XXIe siècle, le festival a lieu en mai. Il couvre la danse de salon de style standard et latin, et intègre les championnats britanniques open dans les catégories de couples adultes amateurs et professionnels et d'équipes en formation. En 2005, deux nouvelles catégories ont été introduites : la British Rising Star Amateur Ballroom et les Compétitions latines. Deux événements sur invitation, le Professional Team Match et le Exhibition Competition, suscitent beaucoup d'intérêt.
Le Junior Dance Festival, le Blackpool Sequence Dance Festival, qui comprend les British Sequence Championships et le British National Dance Festival sont également organisés chaque année à Blackpool.
Le championnat du monde professionnel de danse sportive annuel a souvent lieu à Blackpool (5 fois entre 1989 et 2012), mais n'est pas lié au festival de danse.
Le plus grand festival de danse amateur au monde est le festival annuel de danse Euro à Rust, en Allemagne, où des spectacles de danseurs professionnels sont combinés à des ateliers pour un large éventail de danseurs, des débutants aux professionnels.